# Równanie Diraca
Równanie Diraca – jedno z fundamentalnych równań w relatywistycznej mechanice kwantowej, sformułowane przez angielskiego fizyka Paula Diraca w 1928 roku, słuszne dla cząstek o dowolnie wielkich energiach (tzw. cząstek relatywistycznych) o spinie 1/2 (fermiony, np. elektrony, kwarki), swobodnych i oddziałujących z polem elektromagnetycznym. Istnienie spinu wynika z samego żądania relatywistycznej niezmienniczości równania ruchu cząstek. Odpowiada równaniu Pauliego, które także zawiera spin cząstek, ale wprowadza go w sposób fenomenologiczny, niejako sztuczny, a jedynie dlatego, by otrzymać zgodność z doświadczeniem Sterna-Gerlacha (rozszerzając formalizm nierelatywistycznego równania Schrödingera).
Równanie Diraca jest równaniem macierzowym – de facto stanowi ono układ 4 równań ze względu na fakt, iż symbole gamma (lub alfa, beta), występujące w tym równaniu, są macierzami {\displaystyle 4\times 4.}
Równania Diraca zapisuje się w postaci jawnie relatywistycznie niezmienniczej lub w tzw. obrazie Schrödingera. Ta ostatnia postać została najpierw wyprowadzona przez Diraca i jest stosowana ze względu na wygodę do wykonywania obliczeń, gdyż odróżnia współrzędne przestrzenne od współrzędnej czasowej.
Równanie Diraca zostało potwierdzone w odniesieniu do struktury subtelnej widma atomu wodoru, wykazując znakomitą zgodność z pomiarami. Przewiduje istnienie antycząstek. Niektóre jednak efekty, takie jak kreacja i anihilacja cząstek czy przesunięcie Lamba tłumaczy dopiero elektrodynamika kwantowa.

## Macierze gammaγμ
Macierze gamma {\displaystyle \gamma ^{\mu }} to macierze zespolone {\displaystyle 4\times 4} spełniające 16 reguł antykomutacyjnych w postaci
{\displaystyle \left\{\gamma ^{\mu },\gamma ^{\nu }\right\}=2g^{\mu \nu }I,}
gdzie:
{\displaystyle \mu ,\nu =0,1,2,3,}
{\displaystyle \left\{A,B\right\}=AB+BA} – tzw. antykomutator,
{\displaystyle g^{\mu \nu }} – elementy tensora metrycznego czasoprzestrzeni {\displaystyle g^{\mu \nu }={\begin{pmatrix}1&0&0&0\\0&-1&0&0\\0&0&-1&0\\0&0&0&-1\end{pmatrix}};\;{}} np. {\displaystyle g^{00}=1,g^{11}=-1} itd.,
{\displaystyle I={\begin{pmatrix}1&0&0&0\\0&1&0&0\\0&0&1&0\\0&0&0&1\end{pmatrix}}} – macierz jednostkowa {\displaystyle 4\times 4.}
Powyższa reguła określająca macierze gamma wynika m.in. z wymagania, by spełnione było równanie Kleina-Gordona. Jest bardzo wiele sposobów wyboru tych macierzy, np. reprezentacja Pauliego-Diraca ma postać:
{\displaystyle \gamma ^{0}={\begin{pmatrix}I&0\\0&-I\end{pmatrix}}}
{\displaystyle \gamma ^{i}={\begin{pmatrix}0&\sigma _{i}\\-\sigma _{i}&0\end{pmatrix}}}
{\displaystyle \sigma _{i},} {\displaystyle i=1,2,3} są macierzami Pauliego, zaś {\displaystyle I} jest tu macierzą jednostkową {\displaystyle 2\times 2.}

## Jawnie relatywistycznie niezmiennicza postać równania Diraca

### Znaczenie jawnie niezmienniczej postaci
Równania Diraca zapisane w postaci jawnie relatywistycznie niezmienniczej to taka postać równania Diraca, która formalnie nie odróżnia czasu od współrzędnych przestrzennych, ale: (1) traktuje czas i współrzędne przestrzenne położenia jako współrzędne czterowektora położenia cząstki w czasoprzestrzeni (2) nie wyróżnia pochodnej po czasie w stosunku do pochodnych po współrzędnych przestrzennych (pochodna po czasie jest elementem czterogradientu, którego pozostałymi trzema elementami są pochodne po współrzędnych przestrzennych). Równanie tak zapisane ma identyczną postać w dowolnym układzie inercjalnym (z jedyną zmianą, że zamiast współrzędnych {\displaystyle x^{\nu }} pojawią się współrzędne {\displaystyle x^{'\nu },} właściwe dla innego układu).

### Równanie cząstki swobodnej
W zapisie jawnie relatywistycznie niezmienniczym równanie Diraca dla cząstki swobodnej ma postać
{\displaystyle (i\hbar \,\gamma ^{\mu }\partial _{\mu }-mc)\Psi (x^{\nu })=0,}
gdzie:
{\displaystyle \mu =0,1,2,3,}
{\displaystyle x^{\nu }=(x^{0}=ct,x^{1},x^{2},x^{3})} – współrzędne punktu w czasoprzestrzeni,
{\displaystyle \partial _{\mu }={\frac {\partial }{\partial x^{\mu }}}} – element czterogradientu {\displaystyle \partial _{\mu }=_{,\mu }={\frac {\partial }{\partial x^{\mu }}}=\left({\frac {1}{c}}{\frac {\partial }{\partial t}},{\vec {\nabla }}\right)=\left({\frac {\partial _{t}}{c}},{\vec {\nabla }}\right),}
{\displaystyle \gamma ^{\mu }} – macierze gamma Diraca, tj. {\displaystyle \gamma ^{0},\gamma ^{1},\gamma ^{2},\gamma ^{3},}
{\displaystyle m} – masa cząstki (tzw. masa spoczynkowa),
{\displaystyle \Psi (x^{\nu })} – funkcja falowa o 4 składowych zespolonych, tzw. bispinor Diraca,
{\displaystyle i} – jednostka urojona,
{\displaystyle \hbar } – stała Plancka podzielona przez {\displaystyle 2\pi ,}
{\displaystyle c} – prędkość światła.

### Równanie cząstki oddziałującej z polem elektromagnetycznym
Jeżeli cząstka nie jest swobodna, ale oddziałuje z zewnętrznym polem elektromagnetycznym, to równanie Diraca przyjmuje postać
{\displaystyle (\gamma ^{\mu }(i\hbar \partial _{\mu }-qA_{\mu })-mc)\Psi =0,}
gdzie:
{\displaystyle q} – ładunek cząstki,
{\displaystyle A_{\mu }=(\phi _{0},-{\vec {A}})} – potencjał wektorowy pola zapisany jako czterowektor kowariantny.
Formalnie równanie to można otrzymać z równania Diraca cząstki swobodnej dokonując podstawienia (tzw. reguły Jordana)
{\displaystyle i\hbar \partial _{\mu }\to i\hbar \partial _{\mu }-qA_{\mu }.}

## Funkcja falowa Ψ(xν)
Funkcja falowa {\displaystyle \Psi (x^{\nu }),} zwana bispinorem Diraca, jest funkcją o 4 składowych zespolonych; zapisuje się ją w postaci kolumny
{\displaystyle \Psi (x^{\nu })=\left[{\begin{matrix}\psi _{1}\\\psi _{2}\\\psi _{3}\\\psi _{4}\end{matrix}}\right](x^{\nu }),}
przy czym {\displaystyle x^{\nu }\in \mathbf {R} ^{4}} oznacza położenie cząstki w czasoprzestrzeni. Nazwa bi-spinor oznacza podwójny spinor. Spinor występuje w równaniu Pauliego, gdzie jest funkcją falową o 2 składnikach, opisujących 2 składowe spinowe (w równaniu Schrödingera funkcja falowa jest 1-składnikowa).

### Interpretacja składowych bispinora
Jeżeli pęd jest skierowany w kierunku osi z, to dwie górne składowe bispinora są funkcjami falowymi cząstki:
- jedna z nich opisuje składową spinu w kierunku zgodnym z wektorem zewnętrznego pola magnetycznego,
- druga w kierunku przeciwnym.

Dwie dolne składowe odpowiadają analogicznym stanom spinowym antycząstki.
Dla innego skierowania pędu interpretacja taka nie jest jednak właściwa.

### BispinorΨ†{\displaystyle \Psi ^{\dagger }}hermitowsko sprzężony
Definiuje się bispinor {\displaystyle \Psi ^{\dagger }} hermitowsko sprzężony do bispinora {\displaystyle \Psi } – przedstawia on wektor w postaci wiesza, którego elementami są sprzężenia zespolone składowych bispinora (przy czym {\displaystyle ^{\dagger }} oznacza sprzężenie hermitowskie)
{\displaystyle \Psi ^{\dagger }=[\,\psi _{1}^{*},\psi _{2}^{*},\psi _{3}^{*},\psi _{4}^{*}\,].}

### Gęstość prawdopodobieństwa w teorii Diraca
Gęstość prawdopodobieństwa definiuje się analogicznie jak w teorii Schrödingera
{\displaystyle \rho =\Psi ^{\dagger }\Psi .}
W definicji gęstości prawdopodobieństwa dla równania Diraca istotna jest kolejność czynników: {\displaystyle \Psi ^{\dagger }} musi być przed {\displaystyle \Psi ,} gdyż występuje tu mnożenie wektorów w postaci wiersza i kolumny, i tylko dla takiej kolejności mnożenie da w wyniku skalar. (W analogicznym wyrażeniu na gęstość prawdopodobieństwa dla równania Schrödingera funkcja falowa jest skalarem, stąd kolejność mnożenia nie ma znaczenia).
Wykonując obliczenia otrzymamy
{\displaystyle \rho =|\psi _{1}|^{2}+|\psi _{2}|^{2}+|\psi _{3}|^{2}+|\psi _{4}|^{2}.}
Wielkość {\displaystyle \rho (x^{\nu })} oznacza, że prawdopodobieństwo znalezienia cząstki materii w położeniu {\displaystyle x^{\nu }\in \mathbf {R} ^{4}} jest sumą prawdopodobieństw znalezienia jej w postaci cząstki w stanach spinowych w górę lub w dół, lub w postaci antycząstki w stanach spinowych w górę lub w dół.

### Trzeci rodzaj bispinora – bispinorΨ¯{\displaystyle {\bar {\Psi }}}
Prócz bispinorów {\displaystyle \Psi } oraz {\displaystyle \Psi ^{\dagger }} definiuje się bispinor {\displaystyle {\bar {\Psi }}} w postaci
{\displaystyle {\bar {\Psi }}=\Psi ^{\dagger }\gamma ^{0}=[\psi _{1}^{*},\psi _{2}^{*},-\psi _{3}^{*},-\psi _{4}^{*}].}
Powyższy bispinor jest używany do wyrażenia prądów prawdopodobieństwa, odpowiadających relatywistycznie niezmienniczej postaci równania Diraca.

## Równanie Diraca w obrazie Schrödingera

### Obraz Schrödingera
Równanie Schrödingera ma postać
{\displaystyle {\hat {H}}\,\Psi ({\vec {r}},t)=i\hbar \,{\frac {\partial }{\partial t}}\,\Psi ({\vec {r}},t),}
gdzie:
{\displaystyle {\hat {H}}={\frac {{\vec {p}}^{2}}{2m}}}
jest operatorem Hamiltona zależnym tylko od współrzędnych przestrzennych, zaś po prawej stronie równania występuje pochodna cząstkowa po czasie.
Dowolne równanie mechaniki kwantowej można zapisać w analogicznej postaci, tj. takiej że z jednej strony równania mamy operator Hamiltona, a z drugiej operator pochodnej czasowej. Taki zapis nazywa się obrazem Schrödingera (lub postacią Schrödingera).

### Równanie Diraca w obrazie Schrödingera
Równanie Diraca można przekształcić do postaci w obrazie Schrödingera, wprowadzając macierze alfa i beta
{\displaystyle \alpha ^{i}=\gamma ^{0}\gamma ^{i},}
{\displaystyle \beta =\gamma ^{0}.}
Mnożąc obustronnie równanie Diraca podane w postaci jawnie relatywistycznie niezmienniczej przez macierz {\displaystyle \beta \equiv \gamma ^{0},} otrzymuje się równanie
{\displaystyle \left(c{\vec {\alpha }}{\vec {p}}+mc^{2}\beta \right)\Psi ({\vec {r}},t)=i\hbar {\frac {\partial }{\partial t}}\Psi ({\vec {r}},t),}
gdzie:
{\displaystyle c} – prędkość światła,
{\displaystyle {\vec {\alpha }}=(\alpha ^{1},\alpha ^{2},\alpha ^{3})} – wektor utworzony z macierzy alfa,
{\displaystyle {\vec {p}}=({\hat {p}}_{1},{\hat {p}}_{2},{\hat {p}}_{3})} – wektorowy operator pędu,
{\displaystyle m} – masa cząstki,
{\displaystyle \Psi ({\vec {r}},t)} – czteroskładnikowa funkcja falowa Diraca.
Operator
{\displaystyle {\hat {H}}=\left[c{\vec {\alpha }}{\vec {p}}+mc^{2}\beta \right]}
jest więc operatorem Hamiltona swobodnego, relatywistycznego fermionu o spinie 1/2, analogicznym do operatora Hamiltona cząstki swobodnej w równaniu Schrödingera. W równaniu Diraca operator Hamiltona ma postać operatora macierzowego {\displaystyle 4\times 4,} podczas gdy w równaniu Schrödingera wyraża się przez pojedynczy operator {\displaystyle (1\times 1).}
Równanie Diraca zapisane w obrazie Schrödingera nie jest jawnie relatywistycznie niezmiennicze, gdyż współrzędna czasowa jest tu wyróżniona. Zapis taki jest jednak wygodny do wykonywania obliczeń w konkretnym układzie odniesienia.

## Rozwiązanie równania Diraca dla cząstki swobodnej
Gdy cząstka jest swobodna, to funkcja falowa nie powinna zależeć od współrzędnych, czyli {\displaystyle {\frac {\partial \Psi }{\partial x}}={\frac {\partial \Psi }{\partial y}}={\frac {\partial \Psi }{\partial z}}=0,} co formalnie oznacza, że {\displaystyle {\vec {p}}=0} i równanie Diraca przyjmuje postać
{\displaystyle mc^{2}\beta \Psi (t)=i\hbar {\frac {\partial }{\partial t}}\Psi (t).}
Rozwiązania tego równania mają postać
{\displaystyle \psi _{A}=e^{-i(mc^{2}/\hbar )t}\left[{\begin{matrix}\psi _{1}(0)\\\psi _{2}(0)\end{matrix}}\right],}
{\displaystyle \psi _{B}=e^{+i(mc^{2}/\hbar )t}\left[{\begin{matrix}\psi _{3}(0)\\\psi _{4}(0)\end{matrix}}\right].}
Pierwsze odpowiada cząstce (np. elektronowi) o energii {\displaystyle E=mc^{2},} drugie antycząstce (np. pozytonowi) także o energii {\displaystyle E=mc^{2}}.

## Równanie Diraca dla cząstki w polu elektromagnetycznym
Jeżeli cząstka ma ładunek {\displaystyle q} i oddziałuje z polem elektromagnetycznym o potencjale skalarnym {\displaystyle \phi } i potencjale wektorowym {\displaystyle {\vec {A}},} to operator Hamiltona w równaniu Diraca, zapisanym w obrazie Schrödingera, otrzymuje się, stosując podstawiania (tzw. reguły Jordana)
{\displaystyle E\to E-q\phi ,}
{\displaystyle {\vec {p}}\to {\vec {p}}-q{\vec {A}}.}
Operator Hamiltona przyjmuje postać
{\displaystyle {\hat {H}}=\left[c{\vec {\alpha }}\cdot \left({\vec {p}}-q{\vec {A}}\right)+mc^{2}\beta +q\phi \right].}
Pole traktuje się tu jako klasyczne pole Maxwella, tj. nie poddane tzw. procesowi drugiego kwantowania. Oznacza to, że nie uwzględnia się tu faktu, iż pole elektromagnetyczne występuje de facto w postaci kwantów energii, fotonów. Pominięcie tego jest uzasadnione wtedy, gdy pole ma dużą energię wobec energii cząstki.

## Operator spinu
Pokażemy, że operator spinu wynika w naturalny sposób z równania Diraca, tj. z samego faktu, iż równanie to ma postać relatywistycznie niezmienniczą. M.in. z tej racji równanie Diraca stanowi „klejnot fizyki”. (Dla porównania: Pauli wprowadził operator spinu w sposób fenomenologiczny, tj. zmodyfikował jedynie równania Schrödingera tak, by uzyskać zgodność opisu z wynikami eksperymentów, gdzie ujawnia się spin cząstek).

### Macierze sigma DiracaσiD{\displaystyle \sigma _{i}^{D}}
{\displaystyle \sigma _{i}^{D}={\begin{pmatrix}\sigma _{i}&0\\0&\sigma _{i}\end{pmatrix}},}
{\displaystyle \sigma _{i},} {\displaystyle i=x,y,z} lub {\displaystyle i=1,2,3} macierzami Pauliego, zaś {\displaystyle 0} jest macierzą zerową {\displaystyle 2\times 2.}
Macierz te mają wymiar {\displaystyle 4\times 4.} Przy czym zachodzą równości
{\displaystyle \sigma _{z}^{D}=-{\frac {i}{2}}[\alpha _{x},\alpha _{y}],}
{\displaystyle \sigma _{y}^{D}=-{\frac {i}{2}}[\alpha _{z},\alpha _{x}],}
{\displaystyle \sigma _{x}^{D}=-{\frac {i}{2}}[\alpha _{y},\alpha _{z}].}

### Komutator hamiltonianu z operatorem momentu pędu
Obliczamy komutator hamiltonianu {\displaystyle {\hat {H}}} cząstki swobodnej z operatorem momentu pędu {\displaystyle {\hat {L}},} gdzie:
{\displaystyle {\hat {H}}=c{\vec {\alpha }}\cdot {\vec {p}}+mc^{2}\beta .}
Np. dla składowej {\displaystyle {\hat {L}}_{x}}
{\displaystyle {\hat {L}}_{x}=y{\hat {p}}_{z}-z{\hat {p}}_{y}}
otrzymamy
{\displaystyle [{\hat {L}}_{x},{\hat {H}}]=c{\vec {\alpha }}\{(y{\hat {p}}_{z}-z{\hat {p}}_{y}){\vec {p}}-{\vec {p}}(y{\hat {p}}_{z}-z{\hat {p}}_{y})\}=i\hbar c(\alpha _{y}{\hat {p}}_{z}-\alpha _{z}{\hat {p}}_{y})\neq 0.}
Oznacza to, że moment pędu nie komutuje z hamiltonianem, nie jest więc zachowany (nie jest stałą ruchu).

### Definicja operatora spinu Diraca
Wektorowy operator spinu {\displaystyle {\vec {S}}=[{\hat {S}}_{x},{\hat {S}}_{y},{\hat {S}}_{z}]} definiuje się, żądając (1) operator całkowitego momentu pędu cząstki {\displaystyle {\vec {J}}} (tj. suma operatora spinu Diraca i operatora orbitalnego momentu pędu {\displaystyle {\vec {L}}}) musi komutować z hamiltonianem równania Diraca dla cząstki swobodnej (jeżeli bowiem cząstka jest swobodna, to jej całkowity moment pędu musi być zachowany) (2) operator spinu Diraca musi spełniać odpowiednie reguły komutacyjne (dokładniej warunek ten omówiono niżej – patrz sekcja „Komutatory operatorów spinu {\displaystyle {\hat {S}}_{x},{\hat {S}}_{y},{\hat {S}}_{z}}”).
Mamy więc
{\displaystyle {\vec {J}}={\vec {L}}+{\vec {S}}}
oraz
(1) {\displaystyle [{\vec {J}},{\hat {H}}]=0,}
(2) {\displaystyle [{\hat {S}}_{k},{\hat {S}}_{l}]=i\hbar \,\epsilon ^{klm}{\hat {S}}_{m},} {\displaystyle k,l,m=x,y,z,}
gdzie {\displaystyle \epsilon ^{klm}} – tensor zupełnie antysymetryczny.
Warunki (1) i (2) są spełnione, jeżeli składowe operatora spinu {\displaystyle {\vec {S}}=[{\hat {S}}_{x},{\hat {S}}_{y},{\hat {S}}_{z}]} mają postać
{\displaystyle {\hat {S}}_{i}={\frac {1}{2}}\hbar \,\sigma _{i}^{D},} {\displaystyle i=x,y,z,}
czyli:
{\displaystyle {\hat {S}}_{x}={\frac {1}{2}}\hbar \,\sigma _{x}^{D}={\frac {1}{2}}\hbar {\begin{pmatrix}0&0&0&1\\0&0&1&0\\0&1&0&0\\1&0&0&0\end{pmatrix}},}
{\displaystyle {\hat {S}}_{y}={\frac {1}{2}}\hbar \,\sigma _{y}^{D}={\frac {1}{2}}\hbar {\begin{pmatrix}0&0&0&-i\\0&0&i&0\\0&-i&0&0\\i&0&0&0\end{pmatrix}},}
{\displaystyle {\hat {S}}_{z}={\frac {1}{2}}\hbar \,\sigma _{z}^{D}={\frac {1}{2}}\hbar {\begin{pmatrix}1&0&0&0\\0&-1&0&0\\0&0&1&0\\0&0&0&-1\end{pmatrix}}.}
Składowe operator spinu są więc w reprezentacji macierzowej macierzami {\displaystyle 4\times 4,} w odróżnieniu od składowych operatora spinu Pauliego, które są macierzami {\displaystyle 2\times 2}
{\displaystyle {\hat {S}}_{i}={\frac {1}{2}}\hbar \sigma _{i},} {\displaystyle i=x,y,z.}
Np.
{\displaystyle {\hat {S}}_{z}={\frac {1}{2}}\hbar \,\sigma _{z}={\frac {1}{2}}\hbar {\begin{pmatrix}1&0\\0&-1\end{pmatrix}}.}

### Sens fizyczny operatora spinu Diraca
Sens fizyczny każdej ze składowych operatora spinu jest analogiczny. Np. operator spinu Diraca {\displaystyle S_{z}} odpowiada pomiarowi składowej {\displaystyle z}-owej spinu cząstki – zgodnej z kierunkiem osi {\displaystyle z} lub przeciwnej do kierunku tej osi, oraz pomiarowi składowej spinu antycząstki zgodnej i przeciwnej do osi {\displaystyle z.} (Dla porównania, operator spinu Pauliego {\displaystyle S_{z}} odpowiada tylko pomiarowi składowej {\displaystyle z}-owej spinu cząstki; równanie Pauliego nie przewiduje bowiem istnienia antycząstek.)

### Kwadrat operatora spinuS2{\displaystyle S^{2}}
Kwadrat operatora spinu Diraca ma postać:
{\displaystyle S^{2}={\vec {S}}\cdot {\vec {S}}={\hat {S}}_{x}^{2}+{\hat {S}}_{y}^{2}+{\hat {S}}_{z}^{2}.}
Podstawiając wyrażenia na operatory {\displaystyle {\hat {S}}_{x},{\hat {S}}_{y},{\hat {S}}_{z},} otrzymuje się:
{\displaystyle S^{2}={\frac {3\,\hbar ^{2}}{4}}{\begin{pmatrix}1&0\\0&1\end{pmatrix}}={\frac {3\,\hbar ^{2}}{4}}I,}
gdzie {\displaystyle 1,0} są macierzami {\displaystyle 2\times 2,} odpowiednio jednostkową i zerową, zaś {\displaystyle I} – macierz jednostkowa {\displaystyle 4\times 4.}
Pierwiastek ze średniej wartości {\displaystyle \langle S^{2}\rangle } operatora {\displaystyle S^{2}} określa wartość mierzonego spinu, przy czym
{\displaystyle \langle S^{2}\rangle =\Psi ^{\dagger }S^{2}\Psi ={\frac {3\,\hbar ^{2}}{4}}|\Psi |^{2}.}
Ponieważ wektor stanu jest z założenia unormowany, to {\displaystyle |\Psi |^{2}=1.} Stąd:
{\displaystyle {\sqrt {\langle S^{2}\rangle }}={\frac {\sqrt {3}}{2}}\hbar .}
Powyższy wynik jest zgodny z ogólnym wzorem na długość wektora momentu pędu o liczbie spinowej {\displaystyle s}
{\displaystyle {\sqrt {\langle S^{2}\rangle }}=\hbar {\sqrt {s(s+1)}},}
przy czym dla {\displaystyle s={\tfrac {1}{2}}} otrzymuje się wcześniej podany wynik.
Tak więc pomiar spinu na cząstce Diraca daje zawsze wartość spinu {\displaystyle {\sqrt {\langle S^{2}\rangle }}={\frac {\sqrt {3}}{2}}\hbar ,} przy czym mierzy się spin cząstki albo antycząstki.

### Komutatory operatorów spinuS^x,S^y,S^z{\displaystyle {\hat {S}}_{x},{\hat {S}}_{y},{\hat {S}}_{z}}
Z pomiarów wynika, że jest możliwe zmierzenie tylko jednej spośród trzech składowych wektora spinu. Z tej racji na operatory spinu {\displaystyle {\hat {S}}_{x},{\hat {S}}_{y},{\hat {S}}_{z}} nakłada się reguły komutacyjne identyczne jak reguły komutacyjne operatorów momentu pędu {\displaystyle {\hat {L}}_{x},{\hat {L}}_{y},{\hat {L}}_{z}} czy operatorów spinu Pauliego:
{\displaystyle [{\hat {S}}_{x},{\hat {S}}_{y}]=i\hbar \,{\hat {S}}_{z},}
{\displaystyle [{\hat {S}}_{z},{\hat {S}}_{x}]=i\hbar \,{\hat {S}}_{y},}
{\displaystyle [{\hat {S}}_{y},{\hat {S}}_{z}]=i\hbar \,{\hat {S}}_{x}.}
Operatory te nie komutują ze sobą (tzn. komutatory są {\displaystyle \neq 0}), co odpowiada faktom eksperymentalnym, iż jest możliwe jednoczesne zmierzenie tylko jednej ze składowych spinu.

### Komutatory operatorówS2{\displaystyle S^{2}}orazS^x,S^y,S^z{\displaystyle {\hat {S}}_{x},{\hat {S}}_{y},{\hat {S}}_{z}}
Z pomiarów wynika, że jest możliwe zmierzenie jednoczesne jednej spośród trzech składowych wektora spinu oraz całkowitej wartości spinu. Z tej racji na operatory spinu {\displaystyle {\hat {S}}_{x},{\hat {S}}_{y},{\hat {S}}_{z}} muszą komutować z operatorem {\displaystyle S^{2}.}
Podane wyżej operatory spełniają te reguły, gdyż operator {\displaystyle S^{2}} wyraża się przez macierz jednostkową, a w związku z tym komutuje z dowolną ze składowych spinu, np.
{\displaystyle [S^{2},{\hat {S}}_{x}]=0.}

### Komutatory operatorów oraz hamiltonianu

„Stożki wektorowe” momentów pędu: całkowitego J (fiolet), orbitalnego L (niebieski) i spinowego S (zielony). Stożki powstają na skutek nieoznaczoności kwantowej składowych tych momentów

### Komutatory operatorówS,L{\displaystyle S,L}oraz hamiltonianu
(1) Operatory {\displaystyle S,L} komutują ze sobą, tj.
{\displaystyle [{\vec {S}},\,{\vec {L}}]=0,}
co oznacza, że jest możliwe zmierzenie jednoczesne wartości spinu oraz momentu pędu (operatory te działają w innych przestrzeniach Hilberta).
(2) Operatory {\displaystyle S,L} nie komutują z osobna z operatorem Hamiltona cząstki swobodnej
{\displaystyle [{\vec {S}},\,{\hat {H}}]\neq 0,}
{\displaystyle [{\vec {L}},\,{\hat {H}}]\neq 0,}
ale suma tych operatorów {\displaystyle {\vec {J}}={\vec {L}}+{\vec {S}}} komutuje, tj.
{\displaystyle [{\vec {J}},\,{\hat {H}}]=0.}
Oznacza to, że moment pędu orbitalny i spinowy cząstki swobodnej mogą zmieniać się w czasie, ale tak, że ich suma jest stała, przy czym każdy z wektorów z osobna może przyjąć w miarę dowolne położenie w przestrzeni – wektory te osobno nie są zachowane, bo nie komutują z hamiltonianem. Pokazane na rysunku stożki wektorowe uwidaczniają dobrze tę zależność: jeżeli wektor momentu pędu wykonuje precesję po stożku niebieskim, to wektor spinu musi odpowiednio zmienić swoje położenie na stożku zielonym tak, by sumaryczny wektor pozostał na stożku fioletowym.

### Prawdopodobieństwa pomiaru spinuS^x,S^y,S^z{\displaystyle {\hat {S}}_{x},{\hat {S}}_{y},{\hat {S}}_{z}}
Aby obliczyć prawdopodobieństwo otrzymania w eksperymencie np. antycząstki ze spinem skierowanym w kierunku osi {\displaystyle z} rozkłada się bi-spinor Diraca (o postaci takiej, że odpowiada stanowi cząstki) w bazie wektorów własnych {\displaystyle |1\rangle ,|2\rangle ,|3\rangle ,|4\rangle } operatora spinu {\displaystyle {\hat {S}}_{z},} gdzie
{\displaystyle |1\rangle =\left[{\begin{matrix}1\\0\\0\\0\end{matrix}}\right]\!,\;|2\rangle =\left[{\begin{matrix}0\\1\\0\\0\end{matrix}}\right]\!,\;|3\rangle =\left[{\begin{matrix}0\\0\\1\\0\end{matrix}}\right]\!,\;|4\rangle =\left[{\begin{matrix}0\\0\\0\\1\end{matrix}}\right]}
(tzw. notacja Diraca), przy czym:
{\displaystyle |1\rangle } – wektor własny operatora {\displaystyle {\hat {S}}_{z}} odpowiadający pomiarowi spinu cząstki w kierunku {\displaystyle +z,}
{\displaystyle |2\rangle } – wektor własny operatora {\displaystyle {\hat {S}}_{z}} odpowiadający pomiarowi spinu cząstki w kierunku {\displaystyle -z,}
{\displaystyle |3\rangle } – wektor własny operatora {\displaystyle {\hat {S}}_{z}} odpowiadający pomiarowi spinu antycząstki w kierunku {\displaystyle +z} itd.
Wtedy
{\displaystyle \Psi =\psi _{1}|1\rangle +\psi _{2}|2\rangle +\psi _{3}|3\rangle +\psi _{4}|4\rangle ,} oraz np.
{\displaystyle |\psi _{3}|^{2}} – prawdopodobieństwo otrzymania wartości rzutu spinu w kierunku {\displaystyle +z} dla antycząstki itp.
Analogicznie oblicza się prawdopodobieństwa uzyskania rzutów spinu przy pomiarze w kierunkach {\displaystyle x} oraz {\displaystyle y} (przy czym teraz trzeba rozłożyć bi-spinor Diraca w bazach wektorów własnych operatorów {\displaystyle {\hat {S}}_{x},{\hat {S}}_{y}}).

### Średnia wartość pomiaru spinu⟨S^z⟩{\displaystyle \langle {\hat {S}}_{z}\rangle }
Średnią wartość pomiaru spinu {\displaystyle \langle {\hat {S}}_{z}\rangle } na cząstce opisanej stanem {\displaystyle \Psi } oblicza się ze wzoru
{\displaystyle {\begin{aligned}\langle {\hat {S}}_{z}\rangle &=\Psi ^{\dagger }{\hat {S}}_{z}\Psi \\&=[\,\psi _{1}^{*},\psi _{2}^{*},\psi _{3}^{*},\psi _{4}^{*}\,]{\frac {1}{2}}\hbar {\begin{pmatrix}1&0&0&0\\0&-1&0&0\\0&0&1&0\\0&0&0&-1\end{pmatrix}}\left[{\begin{matrix}\psi _{1}\\\psi _{2}\\\psi _{3}\\\psi _{4}\end{matrix}}\right]\\&={\frac {1}{2}}\hbar (|\psi _{1}|^{2}-|\psi _{2}|^{2}+|\psi _{3}|^{2}-|\psi _{4}|^{2}),\end{aligned}}}
przy czym minusy odpowiadają skierowaniu spinu cząstki i antycząstki w kierunku {\displaystyle -z,} a plusy w kierunku {\displaystyle +z.}

### Operator spinu cząstki w polu elektromagnetycznym  centralnym
Jeżeli cząstka naładowana znajduje się w polu elektromagnetycznym centralnym (jak jest np. w przypadku atomu wodoru), to operator spinu jest identyczny z operatorem spinu cząstki swobodnej, tj. {\displaystyle {\vec {S}}=[{\hat {S}}_{x},{\hat {S}}_{y},{\hat {S}}_{z}]}
oraz
{\displaystyle {\hat {S}}_{i}={\frac {1}{2}}\hbar \,\sigma _{i}^{D},} {\displaystyle i=x,y,z.}
W polu centralnym bowiem całkowity moment pędu cząstki jest stały (jest to analogiczne do prawa zachowania momentu pędu w polu centralnym, znanym z fizyki klasycznej).

## Fermiony Majorany
Cząstki spełniające równanie Diraca są fermionami. Jednak teoretycznie mogą istnieć inne fermiony, które nie spełniają równania Diraca – są to tzw. cząstki Majorany.

## Lagranżjan Diraca
Równanie Diraca i sprzężone równanie Diraca można otrzymać dokonując wariacji działania
{\displaystyle {\mathcal {S}}=\int _{t_{1}}^{t_{2}}\,dt\int d^{3}x\,{\mathcal {L}}}
w której gęstość lagranżjanu dana jest wzorem
{\displaystyle {\mathcal {L}}=i\hbar c\,{\overline {\psi }}\,\gamma ^{\mu }\,\partial _{\mu }\psi -mc^{2}\,{\overline {\psi }}\,\psi }
Wariując działanie względem {\displaystyle {\overline {\psi }}} otrzyma się równanie Diraca. Wariując działanie względem {\displaystyle \psi } otrzyma się sprzężone równanie Diraca.